# رفاعة الطهطاوي
رفاعة رافع الطهطاوي (1216 هـ/1801 - 1290 هـ/1873) هو رفاعة بك بن بدوي بن علي بن محمد بن علي بن رافع، ويُلحقون نسبهم بمحمد الباقر بن علي زين العابدين بن الحُسين بن فاطمة الزهراء، من قادة النهضة العلمية في مصر في عهد محمد علي باشا. وُلد رفاعة رافع الطهطاوي في 15 أكتوبر 1801، بمدينة طهطا إحدى مدن محافظة سوهاج بصعيد مصر، يتصل نسبه بالحسين السبط.
نشأ في عائلة ملحوظة من القضاة ورجال الدين فلقي رفاعة عناية من أبيه، فحفظ القرآن الكريم، وبعد وفاة والده رجع إلى موطنه طهطا، ووجد من أخواله اهتماماً كبيراً حيث كانت زاخرة بالشيوخ والعلماء فحفظ على أيديهم المتون التي كانت متداولة في هذا العصر، وقرأ عليهم شيئًا من الفقه والنحو. التحق رفاعة وهو في السادسة عشرة من عمره بالأزهر في عام 1817 وشملت دراسته في الأزهر الحديث والفقه والتفسير والنحو والصرف، وغير ذلك. خدم بعدها إمامًا في الجيش النظامي الجديد عام 1824.

## سفره إلى فرنسا
يبدأ المنعطفُ الكبير في سيرة رفاعة الطهطاوي مع سفره خارج مصر لأول مرة سنة 1242هـ /1826م إلى فرنسا ضمن بعثة عددها أربعين طالبًا أرسلها محمد علي على متن السفينة الحربية الفرنسية (لاترويت (بالفرنسية: La truite)) في 13 أبريل 1826 لدراسة اللغات والعلوم الأوروبية الحديثة، وكان عمره حينها 24 عامًا.
كان الشيخ حسن العطار وراء ترشيح رفاعة للسفر مع البعثة إمامًا لها وواعظًا لطلابها، وكان بينهم 18 فقط من المتحدثين بالعربية، بينما كان البقية يتحدثون التركية، وذهب بصفته إمامًا للبعثة ولكنه إلى جانب كونه إمام الجيش اجتهد ودرس اللغة الفرنسية هناك وبدأ بممارسة العلم، وبعد خمس سنواتٍ حافلة أدى رفاعة امتحان الترجمة، وقدَّم مخطوطة كتابه الذي نال بعد ذلك شهرة واسعة تخليص الإبريز في تلخيص باريز.

## العودة إلى مصر

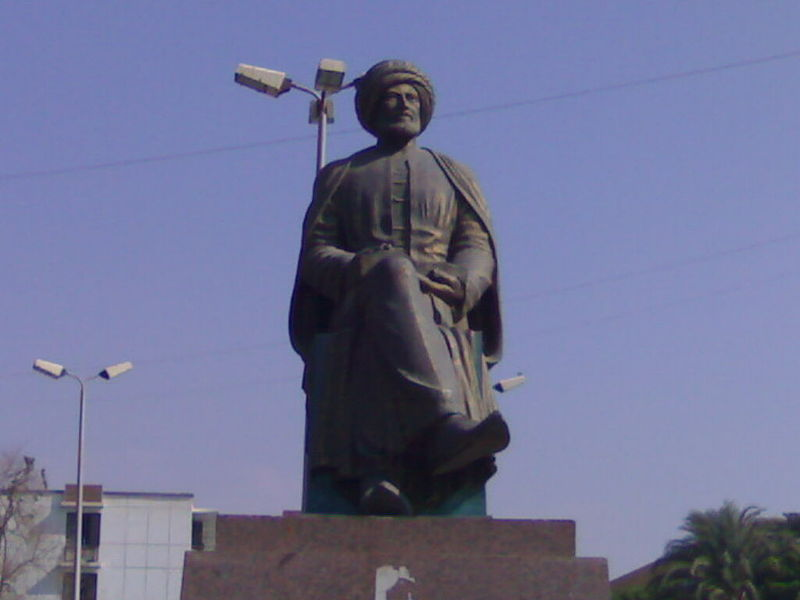
تمثال رفاعة الطهطاوي قرب جامعة سوهاج، المحافظة التي ينتمي إليها

عاد رفاعة لمصر سنة 1247 هـ / 1831 مفعماً بالأمل منكبّاً على العمل فاشتغل بالترجمة في مدرسة الطب، ثُمَّ عمل على تطوير مناهج الدراسة في العلوم الطبيعية.
وافتتح سنة 1251هـ / 1835م مدرسة الترجمة، التي صارت فيما بعد مدرسة الألسن وعُيـِّن مديراً لها إلى جانب عمله مدرساً بها، وفي هذه الفترة تجلى المشروع الثقافي الكبير لرفاعة الطهطاوي ووضع الأساس لحركة النهضة التي صارت في يومنا هذا، بعد عشرات السنين إشكالاً نصوغه ونختلف حوله يسمى الأصالة أم المعاصرة كان رفاعة أصيلاً ومعاصراً من دون إشكالٍ ولا اختلاف، ففي الوقت الذي ترجم فيه متون الفلسفة والتاريخ الغربي ونصوص العلم الأوروبي المتقدِّم نراه يبدأ في جمع الآثار المصرية القديمة ويستصدر أمراً لصيانتها ومنعها من التهريب والضياع.
وظل جهد رفاعة يتنامى ترجمةً وتخطيطاً وإشرافاً على التعليم والصحافة، فأنشأ أقساماً متخصِّصة للترجمة (الرياضيات - الطبيعيات - الإنسانيات) وأنشأ مدرسة المحاسبة لدراسة الاقتصاد ومدرسة الإدارة لدراسة العلوم السياسية.
وكانت ضمن مفاخره استصدار قرار تدريس العلوم والمعارف باللغة العربية (وهي العلوم والمعارف التي تدرَّس اليوم في بلادنا باللغات الأجنبية) وإصدار جريدة الوقائع المصرية بالعربية بدلاً من التركية، هذا إلى جانب عشرين كتاباً من ترجمته، وعشرات غيرها أشرف على ترجمتها.
بيد أن هذه الشعلة سرعان ما خبت، مع تولِّي عباس باشا حكم مصر، فقد أغلق مدرسة الألسن وأوقف أعمال الترجمة وقصر توزيع الوقائع على كبار رجال الدولة من الأتراك، ونفى رفاعة إلى السودان سنة 1267هـ/1850م
وهكذا عَبَس وجه الثقافة، وعُوِّقَ رفاعة عن مشروعه النهضوي الكبير، بيد أن رفاعة لم يعبس ولم يعاق، فواصل المشروع في منفاه، فترجم هناك مسرحية تليماك ل فرانسوا فنلون، وجاهد للرجوع إلى الوطن وهو الأمرُ الذي تيسَّر بعد موت عباس باشا وولاية سعيد باشا، وكانت أربعة أعوام من النفي قد مرَّتْ.
عاد رفاعة بأنشط مما كان، فأنشأ مكاتب محو الأمية لنشر العلم بين الناس وعاود عمله في الترجمة (المعاصرة) ودفع مطبعة بولاق لنشر أمهات كتب التراث العربي (الأصالة).
قضى رفاعة فترةً حافلة أخرى من العمل الجامع بين الأصالة والمعاصرة حتى انتكس سعيد فأغلق المدارس وفصل رفاعة عن عمله سنة 1278هـ / 1861.
يتولى الخديوي إسماعيل الحكم بعد وفاة سعيد، سنة 1280هـ 1863م فيعاود رفاعة العمل ويقضي العقد الأخير من عمره الحافل في نشاط مفعم بالأمل، فيشرف مرة أخرى وأخيرة على مكاتب التعليم، ويرأس إدارة الترجمة، ويصدر أول مجلة ثقافية في تاريخنا روضة المدارس، ويكتب في التاريخ (أَنْوارُ تَوْفِيقِ الجَلِيل فِي أَخْبَارِ مِصْرَ وتَوْثِيقِ بَنىِ إِسْمَاعِيل)، وفي التربية والتعليم والتنشئة (مَبَاهِجُ الأَلْبَابِ المِصْرِيَّةِ فِى مَنَاهِج الآدَابِ العَصْرِيَّةِ)، (المُرْشِدُ الأَمِينِ للبَنَاتِ والبنَينِ)، وفي السيرة النبوية (نِهَايَةُ الإِيجَازِ فِي تَارِيخِ سَاكِنِ الحِجَازِ) ومن مؤلفاته أيضاً (القول السديد في الاجتهاد والتجديد) و (تعريب القانون المدني الفرنساوي) و (مغامرات تليماك) و (قلائد المفاخر) و (المعادن النافعة) والكثير من المؤلفات الأخرى. بعد أن أمضى رفاعة في الأزهر ست سنوات، جلس للتدريس فيه سنة 1821، وهو في الحادية والعشرين من عمره، والتف حوله الطلبة يتلقون عنه علوم المنطق والحديث والبلاغة والعروض، ثم ترك التدريس بعد عامين والتحق بالجيش المصري النظامي الذي أنشأه محمد علي إماماً وواعظاً لإحدى فرقه، واستفاد من هذه الفترة الدقة والنظام.
في سنة 1826 قررت الحكومة المصرية إيفاد بعثة علمية إلى فرنسا لدراسة العلوم والمعارف الإنسانية، وقرر محمد علي أن يصحبهم ثلاثة من علماء الأزهر الشريف لإمامتهم في الصلاة ووعظهم وإرشادهم. وكان رفاعة الطهطاوي واحداً من هؤلاء الثلاثة، ورشحه لذلك شيخه حسن العطار. بدأ رفاعة في أثناء ذلك تعلم اللغة الفرنسية ولذلك قررت الحكومة المصرية ضم رفاعة إلى بعثتها التعليمية، وأن يتخصص في الترجمة، وقبل أن يتقدم رفاعة للامتحان النهائي كان قد أنجز ترجمة اثني عشر عملاً إلى العربية. لقد رضي محمد علي ومعظم أبنائه الولاة عن الشيخ رفاعة الطهطاوي فقد بلغت ثروته يوم وفاته 1600 ألف وستمائة فدان غير العقارات وهذه ثروته كما ذكرها علي مبارك باشا في خططه:
- أهدى له إبراهيم باشا حديقة نادرة المثال في (الخانقاة). وهي مدينة تبلغ 36 فداناً.
- أهداه محمد علي 250 فداناً بمدينة طهطا..
- أهداه الخديوي سعيد 200 فدانا..
- وأهداه الخديوي إسماعيل 250 فداناً..
- واشترى الطهطاوي 900 فدان.. فبلغ جميع ما في ملكه إلى حين وفاته 1600 فدان، غير ما اشتراه من العقارات العديدة في بلده طهطا وفي القاهرة.

## مدرسة الألسن
كان رفاعة الطهطاوي يأمل في إنشاء مدرسة عليا لتعليم اللغات الأجنبية، وإعداد طبقة من المترجمين المجيدين يقومون بترجمة ما تنتفع به الدولة من كتب الغرب، وتقدم باقتراحه إلى محمد علي ونجح في إقناعه بإنشاء مدرسة للمترجمين عرفت بمدرسة الألسن، مدة الدراسة بها خمس سنوات، قد تزاد إلى ست. وافتتحت المدرسة بالقاهرة سنة (1251هـ = 1835م)، وتولى رفاعة الطهطاوي نظارتها، وكانت تضم في أول أمرها فصولاً لتدريس اللغة الفرنسية والإنجليزية والإيطالية والتركية والفارسية، إلى جانب الهندسة والجبر والتاريخ والجغرافيا والشريعة الإسلامية.
وقد بذل رفاعة جهدًا عظيمًا في إدارته للمدرسة، وكان يعمل فيها عمل أصحاب الرسالات ولا يتقيد بالمواعيد المحددة للدراسة، وربما استمر في درسه ثلاث ساعات أو أربعا دون توقف واقفًا على قدميه دون ملل أو تعب يشرح لهم الأدب والشرائع الإسلامية والغربية. وقد تخرجت الدفعة الأولى في المدرسة سنة (1255هـ = 1839م) وكان عددها عشرين خريجًا، وكانت مترجمات هؤلاء الخريجين قد طبعت أو في طريقها إلى الطبع.
وقد اتسعت مدرسة الألسن، فضمت قسمًا لدراسة الإدارة الملكية العمومية سنة (1261هـ=1844م)، لإعداد الموظفين اللازمين للعمل بالإدارة الحكومية، وقسمًا آخر لدراسة الإدارة الزراعية الخصوصية بعد ذلك بعامين، كما ضمت قسمًا أنشئ سنة (1263هـ = 1847م) لدراسة الشريعة الإسلامية على مذهب أبي حنيفة النعمان لإعداد القضاة، وأصبحت بذلك مدرسة الألسن أشبه ما تكون بجامعة تضم كليات الآداب والحقوق والتجارة.
وكان رفاعة الطهطاوي يقوم إلى جانب إدارته الفنية للمدرسة باختيار الكتب التي يترجمها تلاميذ المدرسة، ومراجعتها وإصلاح ترجمتها.

## إغلاق ونفي
ظلت المدرسة خمسة عشر عامًا، كانت خلالها مشعلاً للعلم، ومنارة للمعرفة، ومكانًا لالتقاء الثقافتين العربية والغربية، إلى أن عصفت بها يد الحاكم الجديد عباس الأول، فقام بإغلاقها لعدم رضاه عن سياسة جده محمد علي وعمه إبراهيم باشا وذلك في سنة (1265هـ = 1849م)، كما أمر بإرسال رفاعة إلى السودان بحجة توليه نظارة مدرسة ابتدائية يقوم بإنشائها هناك، فتلقى رفاعة الأمر بجلد وصبر، وذهب إلى هناك، وظل هناك فترة دون عمل استغلها في ترجمة رواية فرنسية شهيرة بعنوان «مغامرات تلماك»، ثم قام بإنشاء المدرسة الابتدائية، وكان عدد المنتظمين بها نحو أربعين تلميذًا، ولم يستنكف المربي الكبير أن يدير هذه المدرسة الصغيرة، ويتعهد نجبائها برعاية خاصة، وقد كتب قصيدة يصف فيها حال فترته هناك حيث قال:

## الخديوي إسماعيل
وبعد وفاة عباس الأول سنة (1270 هـ/1854م) عاد الطهطاوي إلى القاهرة، وأسندت إليه في عهد الوالي الجديد «سعيد باشا» عدة مناصب تربوية، فتولى نظارة المدرسة الحربية التي أنشأها سعيد لتخريج ضباط أركان حرب الجيش سنة (1277هـ/1856م)، وقد عنى بها الطهطاوي عناية خاصة، وجعل دراسة اللغة العربية بها إجبارية على جميع الطلبة، وأعطى لهم حرية اختيار أجدى اللغتين الشرقيتين: التركية أو الفارسية، وإحدى اللغات الأوربية: الإنجليزية أو الفرنسية أو الألمانية، ثم أنشأ بها فرقة خاصة لدراسة المحاسبة، وقلمًا للترجمة برئاسة تلميذه وكاتب سيرته صالح مجدي، وأصبحت المدرسة الحربية قريبة الشبه بما كانت عليه مدرسة الألسن.

## مع التراث
ولم يكتف رفاعة بهذه الأعمال العظيمة، فسعى إلى إنجاز أول مشروع لإحياء التراث العربي الإسلامي، ونجح في إقناع الحكومة بطبع عدة كتب من عيون التراث العربي على نفقتها، مثل تفسير القرآن للفخر الرازي المعروف بمفاتيح الغيب، ومعاهد التنصيص على شواهد التلخيص في البلاغة، وخزانة الأدب للبغدادي، ومقامات الحريري، وغير ذلك من الكتب التي كانت نادرة الوجود في ذلك الوقت.
غير أن هذا النشاط الدؤوب تعرض للتوقف سنة (1277هـ/1861م) حيث خرج رفاعة من الخدمة، وألغيت مدرسة أركان الحرب، وظل عاطلاً عن العمل حتى تولى الخديوي إسماعيل الحكم سنة (1279هـ/1863م)، فعاد رفاعة إلى ما كان عليه من عمل ونشاط على الرغم من تقدمه في السن، واقتحم مجالات التربية والتعليم بروح وثّابة يحاول أن يأخذ بيد أمته إلى مدارج الرقي والتقدم، فأشرف على تدريس اللغة العربية بالمدارس، واختيار مدرسيها وتوجيههم، والكتب الدراسية المقررة، ورئاسة كثير من لجان امتحانات المدارس الأجنبية والمصرية.

## قلم الترجمة
ومن أبرز الأعمال التي قام بها رفاعة في عهد الخديو إسماعيل نظارته لقلم الترجمة الذي أنشئ سنة (1280هـ = 1863م) لترجمة القوانين الفرنسية، ولم يكن هناك من أساطين المترجمين سوى تلاميذ الطهطاوي من خريجي مدرسة الألسن، فاستعان بهم في قلم الترجمة، ومن هؤلاء: عبد الله السيد وصالح مجدي ومحمد قدري.
وكان مقر قلم الترجمة حجرة واحدة بديوان المدارس، ولم يحل ذلك دون إنجاز أعظم الأعمال، فترجموا القانون الفرنسي في عدة مجلدات وطبع في مطبعة بولاق، ولم تكن هذه المهمة يسيرة، إذ كانت تتطلب إلمامًا واسعًا بالقوانين الفرنسية وبأحكام الشريعة الإسلامية، لاختيار المصطلحات الفقهية المطابقة لمثيلاتها في القانون الفرنسي.
طبع الكتاب باسم تعريب القانون المدني الفرنساوي.

## روضة المدارس
حين عهد إلى الطهطاوي إصدار مجلة روضة المدارس سنة (1287هـ = 1870م) جعل منها منارة لتعليم الأمة ونشر الثقافة بين أبنائها، فقد نظمها أقسامًا، وجعل على رأس كل قسم واحدًا من كبار العلماء من أمثال عبد الله فكري الأديب، وإسماعيل الفلكي العالم الرياضي والفلكي، ومحمد باشا قدري القانوني الضليع، وصالح مجدي، والشيخ حسونة النواوي الفقيه الحنفي المعروف، وغيرهم. وكانت المجلة تنشر مقالات تاريخية وجغرافية واجتماعية وصحية وأدبية وقصصا وأشعارا، كما كانت تنشر ملخصًا لكثير من الدروس التي كانت تلقى بمدرسة «دار العلوم».
اعتادت المجلة أن تلحق بأعدادها كتبًا ألفت لها على أجزاء توزع مع كل عدد من أعدادها بحيث تكون في النهاية كتابًا مستقلاً، فنشرت كتاب «آثار الأفكار ومنثور الأزهار» لعبد الله فكري، و«حقائق الأخبار في أوصاف البحار» لعلي مبارك، و«الصحة التامة والمنحة العامة» للدكتور محمد بدر، و«القول السديد في الاجتهاد والتجديد» للطهطاوي.
كان رفاعة قد نيف على السبعين حين ولي أمر مجلة الروضة، لكنه ظل مشتعل الذكاء وقاد الفكر، لم تنل الشيخوخة من عزيمته، فظل يكتب فيها مباحث ومقالات حتى توفي في 1 ربيع الآخر 1290 هـ / 27 مايو 1873م.

## آثار فكرية
وعلى الرغم من كثرة المسؤوليات التي تحملها رفاعة وأخذت من وقته الكثير، فإنه لم ينقطع عن الترجمة والتأليف فيما يعود بالنفع على الأمة، ولم يقض وقته إلا فيما فيه فائدة، وقد وصفه تلميذه النابه صالح مجدي بأنه «قليل النوم، كثير الانهماك على التأليف والتراجم». وقد بدأ رفاعة إنتاجه الفكري منذ أن كان مبعوثًا في فرنسا، ومن أهم كتبه:
- مناهج الألباب المصرية في مباهج الآداب العصرية.
- المرشد الأمين في تربية البنات والبنين.
- أنوار توفيق الجليل في أخبار مصر وتوثيق بني إسماعيل.
- نهاية الإيجاز في سيرة ساكن الحجاز، وهو آخر كتاب ألفه الطهطاوي، وسلك فيه مسلكا جديدا في تأليف السيرة النبوية تبعه فيه المحدثون.

أما الكتب التي قام بترجمتها فهي تزيد عن خمسة وعشرين كتابًا، وذلك غير ما أشرف عليه من الترجمات وما راجعه وصححه وهذبه. وكان كتاب «قلائد المفاخر في غريب عوائد الأوائل والأواخر» تأليف دبنح (باريس 1826) أول كتاب يترجم من لغة أوروبية حديثة وينشر باللغة العربية (القاهرة 1833).
ومن أعظم ما قدمه الرجل تلاميذه النوابغ الذين حملوا مصر في نهضتها الحديثة، وقدموا للأمة أكثر من ألفي كتاب خلال أقل من أربعين عامًا، ما بين مؤلف ومترجم.

## رضا الحكام
لقد رضي محمد علي ومعظم أبنائه الولاة عن الشيخ رفاعة الطهطاوي فقد بلغت ثروته يوم وفاته 1600 ألف وستمائة فدان غير العقارات وهذه ثروته كما ذكرها علي مبارك باشا في خططه:
- أهدى له إبراهيم باشا حديقة نادرة المثال في (الخانقاة). وهي مدينة تبلغ 36 فداناً.
- أهداه محمد علي 250 فداناً بمدينة طهطا..
- أهداه الخديوي سعيد 200 فدانا..
- وأهداه الخديوي إسماعيل 250 فداناً..

واشترى الطهطاوي 900 فدان.. فبلغ جميع ما في ملكه إلى حين وفاته 1600 فدان، غير ما شراه من العقارات العديدة في بلده طهطا وفي القاهرة.

## نقمة الحكام
بيد أن هذه الشعلة سرعان ما خبت، مع تولِّى عباس باشا والي مصر حكم مصر. فعبَّاسٌ هذا : أغلق مدرسة الألسن، وأوقف أعمال الترجمة، وقصر توزيع الوقائع على كبار رجال الدولة من الأتراك.. ونفى رفاعة إلى السودان (سنة 1267هجرية = 1850ميلادية)
وهكذا عَبَس وجه الثقافة، وعُوِّقَ رفاعة عن مشروعه النهضوى الكبير.. بيد أن رفاعة لم يعبس ولم يعاق، فواصل المشروع في منفاه، فترجم هناك مسرحية تليماك لفنلون، وجاهد للرجوع إلى الوطن.. وهو الأمرُ الذي تيسَّر، بعد موت الخديوى العَبَّاس، وولاية سعيد ؛ وكانت أربعة أعوام من النَّفْى قد مرَّتْ.
عاد رفاعة بأنشط مما كان، فأنشأ مكاتب محو الأمية لنشر العلم بين الناس، وعاود عمله في الترجمة (المعاصرة) ودفع مطبعة بولاق لنشر أمهات كتب التراث العربي (الأصالة).. وقضى رفاعة فترةً حافلة، أخرى، من العمل الجامع بين الأصالة والمعاصرة؛ حتى انتكس سعيد.. فأغلق المدارس، وفصل رفاعة عن عمله (سنة 1278هـ/1861)
ويتولى إسماعيل الحكم بعد وفاة سعيد، سنة 1280 هجرية (1863 ميلادية) فيعاود رفاعة العمل، ويقضى العقد الأخير من عمره الحافل في نشاط مفعم بالأمل.. فيشرف مرة أخرى، أخيرة، على مكاتب التعليم، ويرأس إدارة الترجمة، ويصدر أول مجلة ثقافية في تاريخنا : روضة المدارس..ويكتب، في التاريخ: أَنْوارُ تَوْفِيقِ الجَلِيل فِى أَخْبَارِ مِصْرَ وتَوْثِيقِ بَنىِ إِسْمَاعِيل. وفي التربية والتعليم والتنشئة : مَبَاهِجُ الأَلْبَابِ المِصْرِيَّةِ فِى مَنَاهِج الآدَابِ العَصْرِيَّةِ.. المُرْشِدُ الأَمِينِ للبَنَاتِ والبنَينِ. وفي السيرة النبوية : نِهَايَةُ الإِيجَازِ فِى تَارِيخِ سَاكِنِ الحِجَازِ..

## نقد فكر الطهطاوي
ذكر الشيخ رفاعة الطهطاوي في كتابه تخليص الإبريز: "أعلم أنه جاء إلى الفرنساوية خبر وقوع بلاد الجزائر في أيديهم قبل حصول هذه الفتنة بزمن يسير، فبمجرد ما وصل هذا الخبر إلى رئيس الوزراء "بوليناق" أمر بتسييب مدافع الفرح والسرور، وصار يتماشى في المدينة كأنه يظهر العجب بنفسه، حيث أن مراده نفذ وانتصرت الفرنساوية في زمن وزراته على بلاد الجزائر، ومما وقع أن المطران الكبير لما سمع بأخذ الجزائر، ودخل الملك القديم الكنيسة يشكر الله سبحانه وتعالى على ذلك، جاء إليه ذلك المطران ليهنيه على هذه النصرة. فمن جملة كلامه مامعناه: أنه بحمد الله سبحانه وتعالى على كون الملة المسيحية انتصرت نصرة عظيمة على الملة الإسلامية، ولا زالت كذلك. انتهى. وقد استدل بعضهم على تحامل وجهة نظر رفاعة في هذا الأمر، وزعم أنها لم تكن إلا حربا سياسية ليس لها أي بعد ديني، والحق أن رفاعة إنما رصد ما رآه وما سمعه، وتبقى هذه الشواهد لتؤكد البعد الديني لهذه الحروب، وعلى الطرف المعتدي أن يثبت العكس.

## فكره التنويري

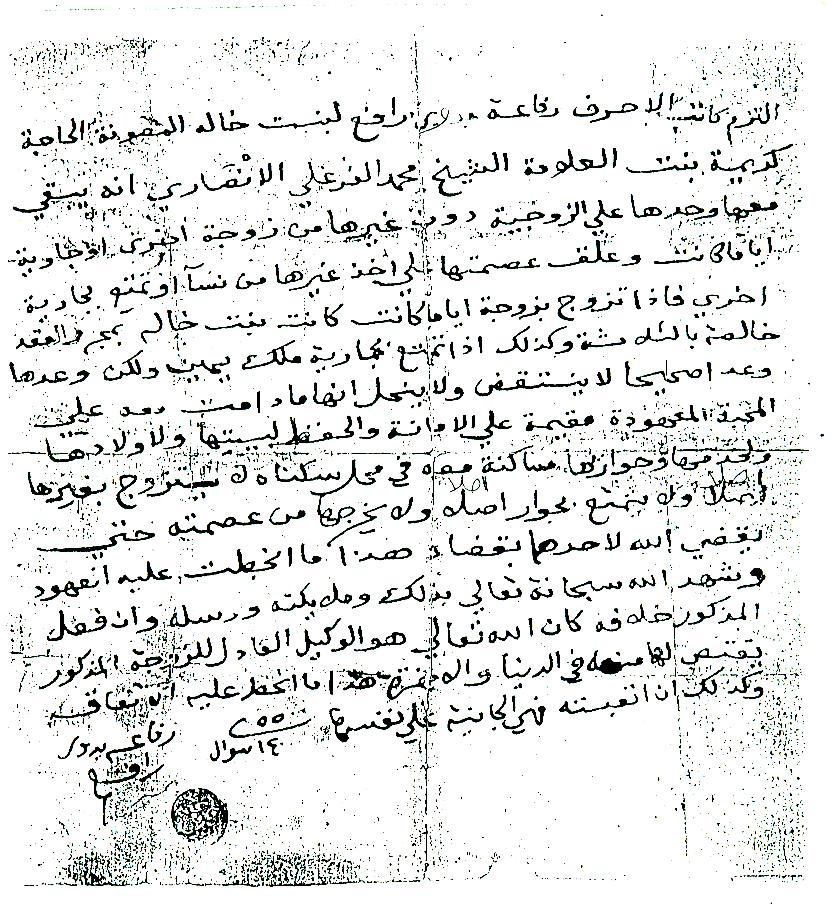
اتفاق بين رفاعة الطهطاوي وزوجته التزم كاتب الأحرف رفاعة بدوي رافع لبنت خاله المصونة الحاجة كريمة بنت العلامة الشيخ محمد الفرغلي الأنصاري أنه يبقى معها وحدها على الزوجية دون غيرها من زوجة أخرى أو جارية أياً ماكانت، وعلقت عصمتها على أخذ غيرها من نسا أو تمتع بجارية أخرى، فإذا تزوج بزوجة أيا ما كانت، كانت بنت خاله بمجرد العقد عليها خالصة بالثلاثة، كذلك إذا تمتع بجارية ملك يمين، ولكن وعدها وعدا صحيحاً لا ينتقض ولا ينحل أنها ما دامت معه على المحبة المعهودة مقيمة على الأمانة والحفظ لبيتها ولأولادها ولخدمها وجواريها، ساكنة معه في محل سكناه، لا يتزوج بغيرها أصلاً ولا يتمتع بجوار أصلاً، ولا يخرجها من عصمته حتى يقضي الله لأحدهما بقضاء، هذا ما انجعلت عليه العهود وشهد الله سبحانه وتعالى بذلك وملايكته ورسله، وإن فعل المذكور خلافه، كان الله تعالى هو الوكيل العادل للزوجة المذكور يقتص لها منه في الدنيا والآخرة، هذا ما انجعل عليه الاتفاق، و كذلك إن تعبته فهي الجانية على نفسها

ويُعد الطهطاوي أحد رواد الفكر التنويري في مصر بعد فترة من الاضمحلال الفكري والتي عاشتها مصر والتي وصلت لذروات من الجمود الفكري بشكل خاص في العصور المملوكية والعثمانية في مصر، مما أثّر سلبا وبقوة على الفكر في مصر مما ترك أثر سلبيا جدا على الحياة الفكرية في مصر إبان السيطرة المملوكية والعثمانية على مصر.[بحاجة لمصدر]
- فقد كان لاتصال الطهطاوي بالفكر المستنير أثر بالغ الأهمية في التواصل العلمي والفكري بين مصر وبين الفكر والعلم في الكثير من الدول في العالم وحركة الترجمة فيما بعد، فإبان إرسال محمد علي باشا للطهطاوي في مهمة محددة أثناء إرسال محمد علي باشا للإرسالية العلمية إلى فرنسا، فقد ابتكر الطهطاوي لنفسه دورا آخر في الحياة العلمية والفكرية في مصر فيما بعد والتي تمثلت في إنشاء مدرسة الألسن، والتفاعل مع الفكر المتطور المتنامي في فرنسا اجتماعيا وخاصة فيما بعد الثورة الفرنسية وما حملته من ٱفكار الدولة المدنية الحديثة والقائمة على المشاركة المجتمعية والشعبية في الإدارة والحكم، وهي أحد أبرز إسهامات المفكر جان جاك روسو والمعروفة بنظرية العقد الاجتماعي وغيره من المفكرين الذين كان لهم الإسهامات الكبيرة في الفكر الذي قامت عليه الدول الحديثة في العالم.[بحاجة لمصدر]

وكان للطهطاوي دور في الإسهام في النهضة الفكرية التي عاشتها مصر في عهد محمد علي باشا والذي يعتبره البعض باني مصر الحديثة، فقد كان الطهطاوي من أهم الدعائم الفكرية التي قامت عليها النهضة التي أرادها محمد علي باشا في مصر، فدور الطهطاوي في حركة الترجمة وإنشاء مدرسة الألسن كان له الأثر الهام في نمو التطوير العلمي والثقافي مصر من خلال الاطلاع على ما وصلت إليه العلوم والثقافات المختلفة.
- ولم يقف دور الطهطاوي على الترجمة والنقل فقط للعلوم والفنون الفكرية المختلفة، وإنما كانت له العديد من الإسهامات الفكرية والإبداعية أيضا ويجيء في مقدمتها مؤلفه الشهير تخليص الإبريز في تلخيص باريز.
- كما أن الطهطاوي قد تعرض للعديد من المفاهيم الفكرية والتي قامت عليها الدول الحديثة في العالم والذي ينبني بشكل أساسي على ما يمكن أن يطلق عليه اليوم مبدأ المواطنة والذي عبر عنه الطهطاوي أو ما سمَّاه الطهطاوي «المنافع العمومية» التي تقوم على الحرية والإخاء والمساواة بين أبناء الوطن الواحد».

## كتب ودراسات عنه
- ديوان رفاعة الطهطاوي: جمع ودراسة، طه وادي، الهيئة المصرية العامة للكتاب، 1979.

## وفاته
توفي رفاعة الطهطاوي سنة 1290 هـ/1873م.
عن عمر ناهز الإثنتين وسبعين سنة

## أحفاده
أكبر أحفاده هو السفير محمد رفاعة الطهطاوي الذي عمل سفيراً لمصر بليبيا وإيران وشغل منصب رئيس ديوان رئيس الجمهورية منذ أغسطس 2012 حتى يوليو 2013.

## مواقع خارجية
- رفاعة الطهطاوي على موقع الموسوعة البريطانية (الإنجليزية)

### كتب رفاعة الطهطاوي
- كتاب قلائد المفاخر في غريب عوائد الأوائل والأواخر.
- كتاب التحفة المكتبية لتقريب اللغة العربية.
- كتاب مناهج الألباب المصرية في مباهج الآداب العصرية.
- كتاب الكنز المختار في كشف الأراضي والبحار.
- التعريفات الشافية لمريد الجفرافية.
- نظم العقود في كسر العود
- كتاب تخليص الإبريز إلى تلخيص باريز أو الديوان النفيس بإيوان باريس.
- كتاب أنوار توفيق الجليل في أخبار مصر وتوثيق بني اسمعيل - الجزء الأول.